# Damalis fabricii
Damalis fabricii är en tvåvingeart som beskrevs av Scarbrough 2006. Damalis fabricii ingår i släktet Damalis och familjen rovflugor. Inga underarter finns listade i Catalogue of Life.